# Alfred Strasser (Komponist)
Alfred Strasser (* 28. Mai 1895 in Baden (Niederösterreich), Österreich-Ungarn; † 9. März 1967 in Berlin) war ein österreichischer Filmkomponist.

## Leben
Der Sohn des Schauspielers Arthur Johann Strasser besuchte die Oberrealschule und ließ sich künstlerisch am Stern’schen Konservatorium in Berlin ausbilden. Seine ersten beruflichen Sporen verdiente sich Strasser als Pianist und Kapellmeister, ehe er als freischaffender Komponist zu arbeiten begann. Unmittelbar nach Anbruch der Tonfilmzeit wurde der deutsche Film auf ihn aufmerksam, und Alfred Strasser verfasste eine Reihe von Musiken, oftmals in Zusammenarbeit mit jüdischen Kollegen, zu populären Unterhaltungsproduktionen.
Die Machtübernahme durch die Nationalsozialisten unterbrach seine Filmarbeit 1933 abrupt, und in den zwölf kommenden Jahren konnte Strasser nur sehr selten als Filmkomponist arbeiten. Mit der Gründung der Bundesrepublik Deutschland gelang dem Wiener ein moderates Comeback in seinem angestammten Beruf. Bei mehreren Filmen, auch ausländischen Produktionen für den deutschen Markt, hat Alfred Strasser auch als musikalischer Bearbeiter bzw. musikalischer Leiter gewirkt.

## Filmografie
- 1930: Nur Du
- 1930: Dolly macht Karriere
- 1930: Die Marquise von Pompadour
- 1932: Drei von der Kavallerie
- 1932: Strafsache van Geldern
- 1932: Moral und Liebe
- 1933: Die Blume von Hawaii
- 1933: Manolescu, der Fürst der Diebe
- 1933: Der Zarewitsch
- 1937: Der Mann, der nicht nein sagen konnte
- 1939: Alarm auf Station III
- 1941: Leichte Muse
- 1950: Eine Nacht im Séparée
- 1951: Grün ist die Heide
- 1952: Ich hab’ mein Herz in Heidelberg verloren
- 1953: Der Vetter aus Dingsda
- 1954: Pole Poppenspäler
- 1960: Das Spukschloß im Spessart